# Parulops corynocarpi
Parulops corynocarpi är en spindeldjursart som beskrevs av David C.M. Manson 1984. Parulops corynocarpi ingår i släktet Parulops och familjen Eriophyidae. Inga underarter finns listade i Catalogue of Life.